# Hormidak
Hormidak (Hormidac) – wódz Hunów. Ok. 466 najechał naddunajskie prowincje Cesarstwa wschodniorzymskiego zajmując m.in. Serdikę (obecnie Sofia). Niewiele później został rozgromiony przez wojska przyszłego cesarza zachodniorzymskiego, Antemiusza.
Sydoniusz Apolinary opisując czyny Antemiusza tak opisał Hunów Hormidaka:
Okrągła masa głowy/Zwęża się ku górze. Pod czołem w dwu wgłębieniach/Jest wzrok, lecz bez oczu: światło docierające/Do jamy mózgowej z trudem dosięga oka ukrytego,/Lecz nie zamkniętego. Bo choć powieka nie obszerna,/Widzą obszerne przestrzenie i korzystanie z większych oczu/Zastępują im źrenice wzrokowe w głębokich oczodołach./Żebyś zaś podwójny przewód nosowy nie wystawał nad policzki,/Spłaszczają nos w młodości obwiązując go opaską,/By nie przeszkadzał szyszakowi; tak to miłość matczyna/Zniekształca synów rodzonych do walki: płaszczyzna policzków/Bez przedzielającego je nosa stają się przez to pełniejsze./Zresztą są to mężczyźni pięknie zbudowani; mają wydatną/Pierś szeroką, wspaniałe barki, brzuch dołem podpasany./Wzrost stojącego człowieka średni. Ale patrząc na jeźdźca/Ma się wrażenie wysokiego./Tacy często się zdają, gdy siedzą/Dziecko, oddzielone od matki, ledwie się zacznie trzymać na nogach,/Już siada na grzbiet konia; myślałbyś, że są z sobą zrośnięci./ […] /Inne ludy jeżdżą na grzbietach końskich, a ten na nich mieszka./Gładkie łuki i strzały są drogie ich sercu./Ręka ich groźna i celna, a pewność zadawania śmierci pociskami/Niezawodna; szaleństwo niezłym strzałem siać dużo złego./Taka to ludność […] przyszła tu przeprawą na wozach przez zamarznięty Hister/ Drogę na rzece znacząc obręczy rysami